# Aphanotrigonum bicolor
Aphanotrigonum bicolor är en tvåvingeart som beskrevs av Nartshuk 1964. Aphanotrigonum bicolor ingår i släktet Aphanotrigonum och familjen fritflugor. Inga underarter finns listade i Catalogue of Life.